# بیلی بیرستو
بیلی بیرستو (انگلیسی: Billy Bairstow؛ زادهٔ) بازیکن فوتبال اهل بریتانیا است.
از باشگاه‌هایی که در آن بازی کرده‌است می‌توان به باشگاه فوتبال بارنزلی، باشگاه فوتبال شفیلد، و باشگاه فوتبال شفیلد یونایتد اشاره کرد.